# 秀島なつみ
秀島 なつみ（ひでしま なつみ、1990年7月20日 - ）は、日本の俳優。佐賀県出身。身長161 cm、体重54 kg、血液型A型。吉本興業所属。

## 来歴
2012年4月1日よりよしもとクリエイティブ・エージェンシーに所属。
2014年4月より名古屋おもてなし武将隊に所属。なつ役を務めている。
2020年5月、＃よしもと芸人×SHOWROOM大阪芸人スタートダッシュイベント優勝。

## 人物
調理師免許の資格をもつ。特技は水泳。趣味はマンホールやポストカードの絵柄を見ること。

## 出演
名古屋おもてなし武将隊の出演参照

### テレビ
- おもてなし隊なごや（2014年 - 、メ〜テレ）

### ラジオ
- 名古屋おもてなし武将隊_戦国音絵巻（2014年 - 2022年、CBCラジオ）